# Charmant
Charmant foi uma comuna francesa na região administrativa da Nova Aquitânia, no departamento de Charente. Estendia-se por uma área de 17,15 km². Em 2010 a comuna tinha 691 habitantes (densidade: 40,3 hab./km²).
Em 1 de janeiro de 2016, passou a formar parte da nova comuna de Boisné-La Tude.